# فرانكافيلا في سيني
فرانكافيلا في سيني (بالإيطالية: Francavilla in Sinni)‏ هي بلدية في مقاطعة بوتنسا في إقليم بازيليكاتا الإيطالي.

## السكان
في سنة 1861 بلغ عدد السكان 3٬045 نسمة، وتطور العدد ليصل في سنة 2011 لـ 4٬282 نسمة.
يظهر هذا المخطط البياني تطور النمو السكاني لـ فرانكافيلا في سيني